# Maroš Jedlička
Maroš Jedlička (* 23. října 2002, Trnava) je slovenský hokejový útočník hrající za tým HC Kometa Brno v Tipsport extralize. Ve vstupním draftu NHL v roce 2023 byl draftován jako 219. hráč v celkovém pořadí, kde si jej vybralo Colorado Avalanche.

## Statistiky

### Klubové statistiky
| Sezóna      | Klub        | Soutěž      |    | Základní část | Základní část | Základní část | Základní část | Základní část |   | Play off | Play off | Play off | Play off | Play off |
| Sezóna      | Klub        | Soutěž      | Z  | G             | A             | B             | TM            | Z             | G | A        | B        | TM       |          |          |
| 2020/21     | HKm Zvolen  | SLH-20      | 2  | 4             | 1             | 5             | 0             | —             | — | —        | —        | —        |          |          |
| 2020/21     | HKm Zvolen  | SLH         | 15 | 1             | 3             | 4             | 2             | 14            | 0 | 1        | 1        | 12       |          |          |
| 2021/22     | HKm Zvolen  | SLH         | 44 | 17            | 21            | 38            | 59            | 4             | 0 | 0        | 0        | 4        |          |          |
| 2022/23     | HKM Zvolen  | SLH         | 39 | 17            | 18            | 35            | 57            | 15            | 3 | 6        | 9        | 10       |          |          |
| 2023/24     | HKM Zvolen  | SLH         | 0  | 0             | 0             | 0             | 0             | —             | — | —        | —        | —        |          |          |
| SLH celkově | SLH celkově | SLH celkově | 98 | 35            | 42            | 77            | 118           | 33            | 3 | 7        | 10       | 26       |          |          |

### Reprezentace
| Rok                       | Tým                       | Soutěž                    | Z | G | A | B | TM |
| ------------------------- | ------------------------- | ------------------------- | - | - | - | - | -- |
| 2021                      | Slovensko 20              | MS-20                     | 5 | 0 | 0 | 0 | 0  |
| 2022                      | Slovensko 20              | MS-20                     | 4 | 0 | 0 | 0 | 2  |
| Juniorská kariéra celkově | Juniorská kariéra celkově | Juniorská kariéra celkově | 9 | 0 | 0 | 0 | 2  |